# Adam Harris
Adam Harris (ur. 21 lipca 1987 w Wheaton, Illinois) – gujański lekkoatleta, sprinter. Uczestniczył w  Letnich Igrzyskach Olimpijskich 2008. Do końca 2007 roku reprezentował Stany Zjednoczone.

## Rekordy życiowe
| Dystans                   | Wynik | Miejsce       | Data             | Uwagi              |
| ------------------------- | ----- | ------------- | ---------------- | ------------------ |
| Bieg na 55 metrów (hala)  | 6,21  | Gainesville   | 17 stycznia 2014 | rekord Gujany      |
| Bieg na 60 metrów (hala)  | 6,55  | Allendale     | 21 lutego 2014   | rekord Gujany      |
| Bieg na 100 metrów        | 10,12 | Port-of-Spain | 17 maja 2014     | były rekord Gujany |
| Bieg na 200 metrów        | 20,67 | Louisville    | 30 maja 2009     |                    |
| Bieg na 200 metrów (hala) | 20,99 | State College | 1 marca 2009     | rekord Gujany      |

## Najlepsze wyniki w sezonie
Bieg na 60 metrów
| Rok  | Wynik | Miejsce   | Data             |
| ---- | ----- | --------- | ---------------- |
| 2007 | 6,71  | Ann Arbor | 20 stycznia 2007 |
| 2008 | 6,61  | Madison   | 2 marca 2008     |
| 2009 | 6,60  | Ann Arbor | 21 lutego 2009   |
| 2010 | 6,62  | Allendale | 13 lutego 2010   |
| 2011 | 6,70  | Ann Arbor | 22 stycznia 2011 |
| 2012 | 6,70  | Nowy Jork | 20 lutego 2012   |

Bieg na 100 metrów
| Rok  | Wynik | Miejsce                         | Data             |
| ---- | ----- | ------------------------------- | ---------------- |
| 2005 | 10.50 | Charleston                      | 28 maja 2005     |
| 2006 | 10.46 | Ypsilanti                       | 22 kwietnia 2006 |
| 2008 | 10.32 | Champaign                       | 17 maja 2008     |
| 2009 | 10,21 | Trynidad i Tobago Port-of-Spain | 26 lipca 2009    |
| 2010 | 10,27 | Trynidad i Tobago Port-of-Spain | 3 lipca 2010     |
| 2011 | 10,28 | Brazylia São Paulo              | 22 maja 2011     |
| 2012 | 10,30 | Nassau                          | 22 czerwca 2012  |

Bieg na 200 metrów
| Rok  | Wynik | Miejsce    | Data             |
| ---- | ----- | ---------- | ---------------- |
| 2008 | 20,75 | Champaign  | 18 maja 2008     |
| 2009 | 20,67 | Louisville | 30 maja 2009     |
| 2010 | 20,77 | Des Moines | 24 kwietnia 2010 |